# AUTO-MOD
AUTO-MOD（オートモッド）は、日本のロックバンド。1980年結成、1985年解散。1997年再結成。

## 概要
日本のパンクシーン黎明期であった1977年より活動を行うGENET（ジュネ）が1980年に結成し、フロントマンとして活動を続けるバンド。アングラからメジャーシーンに至るまで数多くの有名ミュージシャンを排出した。
80年代当時盛り上がりを見せていた、日本のポジティブパンク・シーンを牽引する形で1985年にメジャー・デビュー。AUTO-MODの解散を最終目的とした13回限定のシリーズ・ギグ「時の葬列」を主催し、1985年11月3日に後楽園ホールにて「時の葬列・終末の予感＜最終夜＞」を行い解散。
その後、様々な活動を経て1997年10月にGENETはAUTO-MOD名義での活動を再開。クラブにおけるアンダーグラウンドイベントの可能性を目指し、2003年より「TOKYO DARK CASTLE」というイベントを主催し、20年に渡って日本のゴスの帝王として活動。2022年からはゴシックシーンより退き、本来のAUTO-MODの活動を精力的に行っている。

## メンバー

### 現在のメンバー
| GENET                | Vocal  |
| TAKASHI "Tak" NAKATO | Guitar |
| SHINJILOW            | Bass   |
| PAZZ                 | Drums  |
| Tarot                | Violin |

### 過去に所属した主なメンバー
- 渡邉貢（Ba）1982年2月 - 1985年解散
- 布袋寅泰（G）1982年12月 - 1984年8月
- 高橋まこと（Dr）1982年12月 - 1984年8月
- 友森昭一（G）1984年 - 1985年解散
- 浜一輝（Dr）1984年 - 1985年解散
- 河野利昭（Sax）1984年 - 1985年解散
- 朝本浩文（Key）1984年 - 1985年解散
- 多時（Dr）2013年10月 - 2017年9月29日
- Yukino（Gt）1998年 - 2020年12月
- Hikaru（Ba）2012年 - 2022年7月
- EBY（Dr）2017年 - 2022年7月
- DEAN（Ba）2023年 - 2024年3月

## 経歴

### 初期
フロントのGENETは1978年日本のパンクムーブメントのきっかけを創る事となった東京ロッカーズにWORST NOISE、MARIA023などのバンドとして参加。剃刀でギターを弾き血まみれになるなどの破滅的パフォーマンスとその強烈な個性でロックシーンに躍り出た。その後GENETは1979年秋から1980年中期までロンドンに滞在し、バウハウスやクラスに多大な影響を受け帰国。帰国後直ぐにラディカルな主張と表現行為としてのロックを追求するバンドAUTO-MODを結成する。
1981年2月には、テレグラフ・レコードの第1弾として、AUTO-MODのデビュー・シングル「LOVE GENERATION」を発売。荒削りな音の中にもデカダンでシアトリカルな要素を漂わせた同シングルからは、AUTO-MODがその初期から演劇的な嗜好を強く持っていたことがうかがえる。
1982年2月には、アルバイト先で知り合ったGENETに誘われ渡邉貢が参加。この後渡邉はAUTO-MODの1985年の解散までGENETと行動を共にする。なお、渡邉はAUTO-MODの活動中にGENETの紹介でJILLと出会い、AUTO-MODと平行してPERSONZの前身バンドであるNOTHING PERSONALへも参加することとなる。

### 中期
1982年12月、GENETは共演で知り合った布袋寅泰と意気投合し、新しいメンバーでのAUTO-MODを始動する。GENET（Vo.）、渡邉貢（B.）、布袋寅泰（G.）、高橋まこと（Dr.）という布陣で、布袋と高橋はレギュラー・ゲスト・メンバーとしてBOØWYと掛け持ちでの参加であった。
1983年8月には、同年5月3日に新宿LOFTでライブレコーディングされた音源にSEやコーラスを加えた通常のライブ・アルバムとは異なる仕上がりの1stアルバム「REQUIEM」を発売。丸尾末広の手によるイラスト・ジャケット、アルバムにはおさめられていない当時の楽曲の歌詞をも印刷されたライナーノーツといった装丁で、2000枚限定発売にもかかわらずすぐさま完売となる。
布袋の加入により音楽性が飛躍的に向上したAUTO-MODであったが、当時のロックシーンの停滞は一向に解消される気配がなく、そんな状況の中で活動を続けることに疑問を感じたGENETは、1983年10月頃、とんでもないアイディアを実行にうつす。それはAUTO-MODの解散を前提として、一定期間の凝縮した活動を行うというものだった。
解散を決意したAUTO-MODは1983年12月にその第一歩としてシリーズギグ「時の葬列・終末の予感」を開始し、テレグラフ・レコードの傘下レーベルとしてWECHSELBALGを設立する。この「時の葬列」及びWECHSELBALGからは、SADIE SADS、G-SCHMITT、MADAME EDWARDAといった数々のポジティブ・パンク・バンドを生み出す事となった。しかし、AUTO-MODが解散に向け活動を活発化させる一方で、BOØWYもその人気と知名度を高めてきており、BOØWYでの活動に専念するため布袋と高橋が1984年8月に脱退。
1985年1月に、AUTO-MODの2ndアルバムかつメジャー・デビュー作となる「DEATHTOPIA」を発売。歌詞とヴォーカルをGENETが、サウンドを布袋が担当するというコラボレーション形式でレコーディングは進められた（レコーディングは前年の8月）。ライブパフォーマンスでも見られた電動ノコギリを使ったマネキン切断の音や、演劇舎螳螂の起用による台詞の挿入等、GENETの持つアングラ性と布袋の持つポップな音楽性が見事なバランスで融合したアルバムとなっている。

### 後期
布袋と高橋が抜けた後、AUTO-MODはギターに後にレベッカ・筋肉少女帯・氷室京介のサポートを後に務めることになる友森昭一、ドラムに浜一輝、キーボードに音楽プロデューサー、DJとして活動した朝本浩文、サクソフォーンに矢沢永吉のセッションに参加する河野利昭を迎え入れ、解散へと加速していく。
この時期寺山修司に傾倒していたGENETは、元天井桟敷の福士恵二と共に自らの劇団バジワークシアターを作り演劇活動も活発に行なっていた。旗揚げ公演「ムク犬の靴」は、1985年6月5日～10日まで、池袋文芸座ル・ビリエにて上演された。AUTO-MODのアルバム「EESTANIA」のジャケット写真は、その芝居の期間中に撮影されたものである。
1985年4月には、ロックと寺山演劇の融合の初の大規模な試みとなる「時の葬列・終末の予感＜第9夜＞」を日本青年館で行う。このステージは、AUTO-MODのライブと劇団バジワークシアターによる前衛演劇が組み合わされたもので、AUTO-MOD史上最高のパフォーマンスであったとの声も高い。
1985年7月には、当初ラスト・アルバムとなる予定であった「EESTANIA」を発売。タブラを取り入れる等より実験性の高い音楽性に難解さを増す歌詞と、布袋在籍時に見られた大衆性は影を潜め、アングラ性の高いアルバムとして結実した。
1985年10月には、4枚目のアルバムとなる「BIBLE」をWECHSELBALGより発売。急遽レコーディングが計画されたためか、「EESTANIA」よりもストレートなロック・アルバムとなっているが、解散を目前にした鬼気迫るAUTO-MODの姿が刻まれている。
1985年11月3日。後楽園ホールにて「時の葬列・終末の予感＜最終夜＞」が行われる。「聖体拝受伝説」と名付けられたこのステージでは、時代の徒花と呼ばれ続けたAUTO-MODの持つ見世物小屋的空間を多くの役者達と共に作り上げ、AUTO-MODはその5年半に及ぶ活動に自ら終止符を打ち、解散。12月には解散コンサートの模様を収めたライブ・アルバム「CEREMONY」が発売された。

### 解散後
AUTO-MODの解散後、GENETはバジワークシアターを率いて前衛アングラ演劇の世界に身を投じていった。GENETが再び音楽シーンに登場したのは、1987年8月。奇しくもAUTO-MODの解散コンサートと同じく後楽園ホールで行われたGENETIC VOODOOでのGENET復活祭であった。しかしGENETIC VOODOOは、時代の徒花と称されたAUTO-MODとはその音楽性を大いに異ならせ、1970年代サイケデリックを基調とした正統派ハードロック・バンドであった。後、GENETはKING HIP GOGO、GENET & THE HIPSでの活動を行うものの、AUTO-MODで見せたアングラ性や、シアトリカルな演劇的要素といったアプローチを長い間封印することとなる。
1991年、WECHSELBALGからAUTO-MODの5枚のアルバムがCD化。再びAUTO-MOD的方法論への期待が高まる中、GENETはGENET/ROCK OF ROMANCEを率いて、ロックと寺山修司的演劇との融合を試みるステージへと帰ってきた。オペレッタ・リアリぜーションと名付けられたパフォーマーを率いての大規模な演劇的演出は、正当なるAUTO-MODの発展形として位置付けられるものであった。
その後、GENET/ROCK OF ROMANCEは1994年11月3日よりAUTO-MOD1999へと名を変え活動を継続するも、1996年11月3日の新宿LOFTでのライブを最後に活動を停止する。

### 再結成
GENETは1997年、二十世紀最後を迎えAUTO-MODを復活。復活したAUTO-MODの音楽は以前とは全く違った、インダストリアルな暗黒ヘビーロックの道を辿り始めた。そして、GENETはクラブにおけるアンダーグラウンドイベントの可能性を目指し2000年に「TOKYO GOTH & DARKWAVE」を立ち上げる。2003年には「TOKYO GOTH & DARKWAVE」は「TOKYO DARK CASTLE」と名を変え、GENETのプロデュースの下、2015年6月には「TOKYO DARK CASTLE」開催が100回に達した。
2012年からは『時の葬列～方舟の章』と題して、AUTO-MODとしてもシリーズライブを再開。2015年は結成35周年を記念して、Z.O.Aや灰野敬二、MADAME EDWARDAといった大御所達をゲストに迎え活動している。
2017年9月29日 新宿SAMURAI “STREET BLOOD vol.7”をもって多時-taji（Dr）がAUTO-MODを卒業。その後、EBY（Dr）がサポート参加。
2017年10月23日、AUTO-MOD公式サイトにてEBY（Dr）の正式加入を発表。
2019年11月13日、約9年振りとなる新作『祈り』[CD+DVD]をHAUNTED HOUSEよりリリース。
2020年12月31日 Yukino（Gt）が脱退。
2022年7月20日、Hikaru（Ba）とEby（Dr）が脱退。
2023年より、TAKASHI "Tak" NAKATO（Gt）、元AIONのDEAN（Ba）、元GASTUNKのPAZZ（Dr）がメンバーとして加入。

## 評価
音楽評論家の市川哲史は、「シアトリカルでポジパンな世界観」で「日本のアングラ・ロック・シーンを席捲」した「日本のゴスの父たち」と評している。

## ディスコグラフィ

### シングル
|     | 発売日     | タイトル         | 規格     | 規格品番 | 発売元      |
| --- | ---------- | ---------------- | -------- | -------- | ----------- |
| 1st | 1981年2月  | LOVE GENERATION  | EP       | TEL-0001 | TELEGRAPH   |
| 2nd | 1982年10月 | LAST PUNK HERO   | EP       | TEL-0010 | TELEGRAPH   |
| 3rd | 1983年1月  | 遠い声           | EP       | TEL-0012 | TELEGRAPH   |
| 4th | 1984年8月  | SADISTIC DREAM   | EP       | WT-702   | WECHSELBALG |
| 5th | 1985年7月  | CANNIBAL OF LOVE | EP       | WT-706   | WECHSELBALG |
| 6th | 1986年5月  | LOVE GENERATION  | 12inchEP | WT-1204  | WECHSELBALG |

### アルバム

#### オリジナル・アルバム
|      | 発売日     | タイトル                   | 規格                    | 規格品番    | 発売元                     |
| ---- | ---------- | -------------------------- | ----------------------- | ----------- | -------------------------- |
| 1st  | 1983年8月  | REQUIEM                    | LP                      | TG-017      | TELEGRAPH                  |
| 1st  | 1988年5月  | REQUIEM                    | CD                      | WCD-5       | WECHSELBALG                |
| 1st  | 1991年3月  | REQUIEM                    | CD                      | WCD-12      | WECHSELBALG                |
| 1st  | 1995年7月  | REQUIEM                    | CD                      | APCA-3030   | アポロン                   |
| 1st  | 2010年10月 | REQUIEM                    | CD                      | FJSP-114    | SUPER FUJI DISCS           |
| 2nd  | 1985年1月  | DEATHTOPIA                 | LP                      | SP28-5185   | SMS                        |
| 2nd  | 1991年3月  | DEATHTOPIA                 | CD                      | WCD-13      | WECHSELBALG                |
| 2nd  | 1995年7月  | DEATHTOPIA                 | CD                      | APCA-3027   | アポロン                   |
| 2nd  | 2014年12月 | DEATHTOPIA                 | SHM-CD                  | SS-962      | SS RECORDINGS              |
| 3rd  | 1985年7月  | EESTANIA                   | LP                      | SM28-5419   | SMS                        |
| 3rd  | 1991年4月  | EESTANIA                   | CD                      | WCD-14      | WECHSELBALG                |
| 3rd  | 2015年1月  | EESTANIA                   | SHM-CD                  | SS-963      | SS RECORDINGS              |
| 4th  | 1985年10月 | BIBLE                      | LP                      | WT-005      | WECHSELBALG                |
| 4th  | 1991年4月  | BIBLE                      | CD                      | WCD-15      | WECHSELBALG                |
| 4th  | 2010年10月 | BIBLE                      | CD                      | FJSP-115    | SUPER FUJI DISCS           |
| 5th  | 1985年12月 | CEREMONY                   | LP                      | SMS28-5423  | SMS                        |
| 5th  | 1991年4月  | CEREMONY                   | CD                      | WCD-16      | WECHSELBALG                |
| 5th  | 2015年2月  | CEREMONY                   | SHM-CD                  | SS-964      | SS RECORDINGS              |
| 6th  | 1991年11月 | METAMORPHOSIS              | CD                      | WCD-18      | WECHSELBALG                |
| 7th  | 2001年5月  | DEATH OF THE 20TH CENTURY  | CD                      | MOD-001     | G-MANIX Record             |
| 8th  | 2007年10月 | EASTERN GOTHIC             | CD                      | YZXL-003    | EXELLEX                    |
| 9th  | 2010年11月 | CELEBRATION                | CD                      | XNHT-00038  | ハッチ・エンタテインメント |
| 9th  | 2014年7月  | CELEBRATION                | CD                      | VDCA3013    | ビタミン                   |
| 10th | 2019年11月 | 祈り                       | CD+DVD                  | HH-014      | HAUNTED HOUSE              |
| 11th | 2022年11月 | EXCOMMUNICATE DANCING 1981 | CD                      | HH-028      | HAUNTED HOUSE              |
| 12th | 2023年10月 | AUTO-MOD                   | TYPE-A:CD TYPE-B:CD+DVD | HH-30 HH-31 | HAUNTED HOUSE              |

#### 編集盤
| 発売日     | タイトル                               | 規格 | 規格品番   | 発売元                           |
| ---------- | -------------------------------------- | ---- | ---------- | -------------------------------- |
| 1987年3月  | ROCK OF ROMANCE                        | LP   | SM28-5431  | SMS                              |
| 1987年3月  | ART OF IDEA                            | CD   | MD32-5107  | SMS                              |
| 1991年11月 | SINGLES                                | CD   | WCD-17     | WECHSELBALG                      |
| 1992年8月  | KINGDOM                                | CD   | APCA-67    | アポロン                         |
| 2002年5月  | GENEMANIUM AUTO-MOD 80'S COMPLETE BEST | CD   | TKCF-77111 | 徳間ジャパンコミュニケーションズ |
| 2010年10月 | TELEGRAPH SINGLES                      | CD   | FJSP-116   | SUPER FUJI DISCS                 |

#### オムニバス
| 発売日     | タイトル                     | 収録内容                                         | 規格   | 規格品番   | 発売元                           |
| ---------- | ---------------------------- | ------------------------------------------------ | ------ | ---------- | -------------------------------- |
| 1983年11月 | CASE OF TELEGRAPH            | DANCIN' RHYTHM MESSINA（2011年再発版に追加収録） | LP     | TG-020     | TELEGRAPH                        |
| 1990年9月  | CASE OF TELEGRAPH            | DANCIN' RHYTHM MESSINA（2011年再発版に追加収録） | CD     | TKCA-30120 | WAX                              |
| 2011年7月  | CASE OF TELEGRAPH            | DANCIN' RHYTHM MESSINA（2011年再発版に追加収録） | CD     | FJSP-133   | SUPER FUJI DISCS                 |
| 1984年7月  | 時の葬列                     | 時の葬列 / WANDERING CHILD                       | LP     | SP28-5128  | SMS                              |
| 2002年5月  | 時の葬列                     | 時の葬列 / WANDERING CHILD                       | CD     | TKCF-77112 | 徳間ジャパンコミュニケーションズ |
| 2014年5月  | 時の葬列                     | 時の葬列 / WANDERING CHILD                       | SHM-CD | SS-960     | SS RECORDINGS                    |
| 1985年6月  | BLOODY VALENTINE             | DANGEROUS COMMUNICATION / SMELL                  | LP     | WT-004A    | WECHSELBALG                      |
| 1987年3月  | REVENGE OF WECHSELBALG       | CANNIBAL OF LOVE / REALIZE                       | CD     | WCD-1      | WECHSELBALG                      |
| 1990年4月  | TELEGRAPH WORKS              | LOVE GENERATION                                  | CD     | TKCA-30045 | 徳間ジャパンコミュニケーションズ |
| 2003年10月 | GET THE PUNK J PUNK&NEW WAVE | LOVE GENERATION                                  | CD     | TECN-63881 | レヴェイユ                       |
| 2006年6月  | ROCK IS LOFT GREEN DISC      | DEATHTOPIA                                       | CD     | TOCT-26069 | EMI MUSIC JAPAN                  |
| 2007年10月 | TOKYO DARK CASTLE            | DEVIL DANCE                                      | CD     | YZXL-004   | EXELLEX                          |

#### 非売品
| 発売日 | タイトル              | 規格 | 規格品番  | 発売元      | 備考 |
| ------ | --------------------- | ---- | --------- | ----------- | --- |
| 1991年 | WECHSELBALG PresentCD | CD   | AMSCD-023 | WECHSELBALG | 1991年に再発されたWECHSELBALGの5枚のCDを買い、応募すると貰えた非売品CD。 「REQUIEM」のアウトテイクである「LEGACY」、「SILLY GIRL」、「CEREMONY」のアウトテイクである「EESTANIA」の3曲を収録。 |
| 2001年 | NOT FOR SALE          | CD-R | -         | -           | 2001年10月20日の渋谷DeSeOで行われたTOKYO GOTH & DARWAVE vol.1で録音された新曲を10月27日の予約特典として配布。                                                                                 |

#### トリビュート・アルバム
| 発売日    | タイトル                               | 規格 | 規格品番 | 発売元   | 参加アーティスト |
| --------- | -------------------------------------- | ---- | -------- | -------- | --- |
| 1995年6月 | TRIBUTE TO AUTO-MOD FLOWER IN THE DARK | CD   | APCA-142 | アポロン | EURO / インシュリン チャーリーズテクノ / ツヨシ ヒマワリ / 福井祥史 / KIYOSHI / 石井健治 / MASA / 秀太郎 / 河野利昭 / EBY / 浜一輝 / GENET / SUGIZO / CHIKA / SEISHIRO / 清春 / 渡辺充一 / KAIKI / 人時 / 伊集院明朗 / 室姫深 / HAYA |

### ビデオ・DVD
| 発売日     | タイトル                   | 規格 | 規格品番  | 発売元               |
| ---------- | -------------------------- | ---- | --------- | -------------------- |
| 1985年7月  | BLOODY VALENTINE           | VHS  | WT-001V   | WECHSELBALG          |
| 1986年1月  | CEREMONY THE 13TH          | VHS  | WT-002V   | WECHSELBALG          |
| 1990年2月  | CEREMONY THE 13TH          | VHS  | VOS-4589  | VOS                  |
| 1986年3月  | HISTORY 1980-1985          | VHS  | SP-78004  | SCANNING POOL        |
| 1991年10月 | HISTORY 1980-1985          | VHS  | WV-003    | WECHSELBALG          |
| 2006年5月  | DVDマガジン GALACTiKA 21号 | DVD  | DBGL-1008 | dub                  |
| 2006年6月  | DVDマガジン GALACTiKA 22号 | DVD  | DBGL-1009 | dub                  |
| 2009年9月  | FREAKS OF THE LEGEND       | DVD  | TFDV-3001 | TOKYO FREAKS RECORDS |
| 2018年7月  | GOTHIC GROTESCO            | DVD  | HHMS-003  | HAUNTED HOUSE        |